# Sonate K. 368
La sonate K. 368 (F.314/L.S.30) en la majeur est une œuvre pour clavier du compositeur italien Domenico Scarlatti.

## Présentation
La sonate K. 368, en la majeur, est notée Allegro. Elle se concentre sur des séquences menant vers une tonalité mineure, mais jamais atteinte. Par une astuce typique de Scarlatti, la coda de chaque section met l'accent sur la tonalité atteinte, la dominante d'abord, puis la tonique, ce qui contraste à la fois psychologiquement et structurellement avec l’instabilité tonale de chaque section.

## Manuscrits
Le manuscrit principal est le numéro 11 du volume VIII (Ms. 9779) de Venise (1754), copié pour Maria Barbara ; les autres sont Parme X 9 (Ms. A. G. 31415), Münster II 13 (Sant Hs 3965).

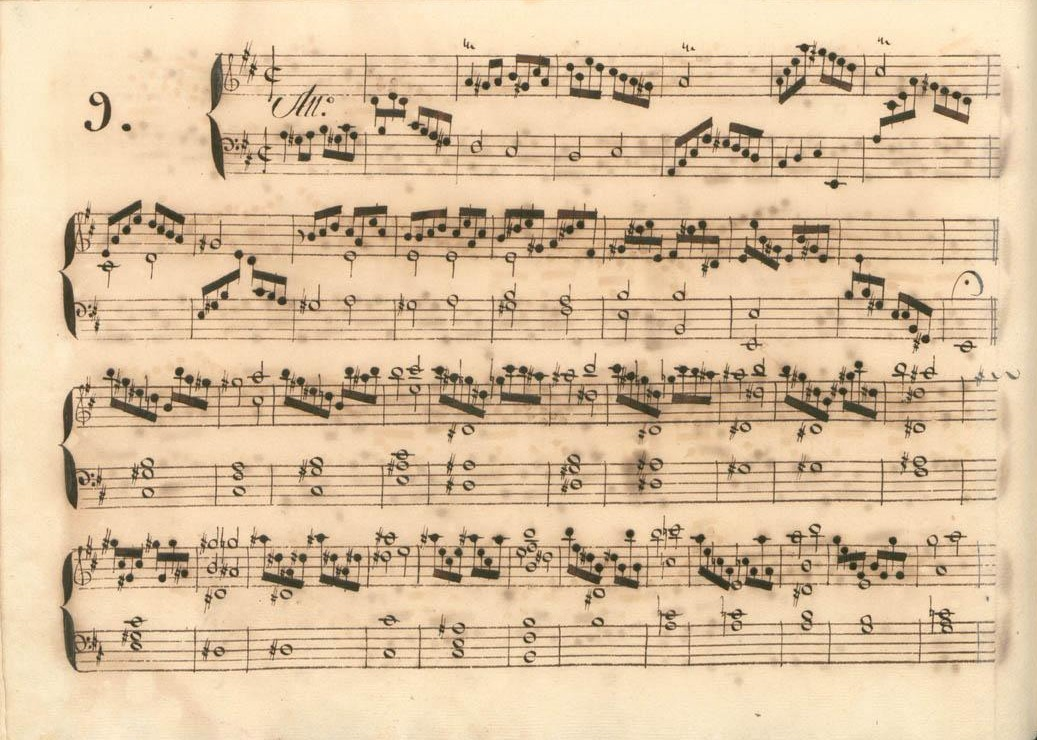
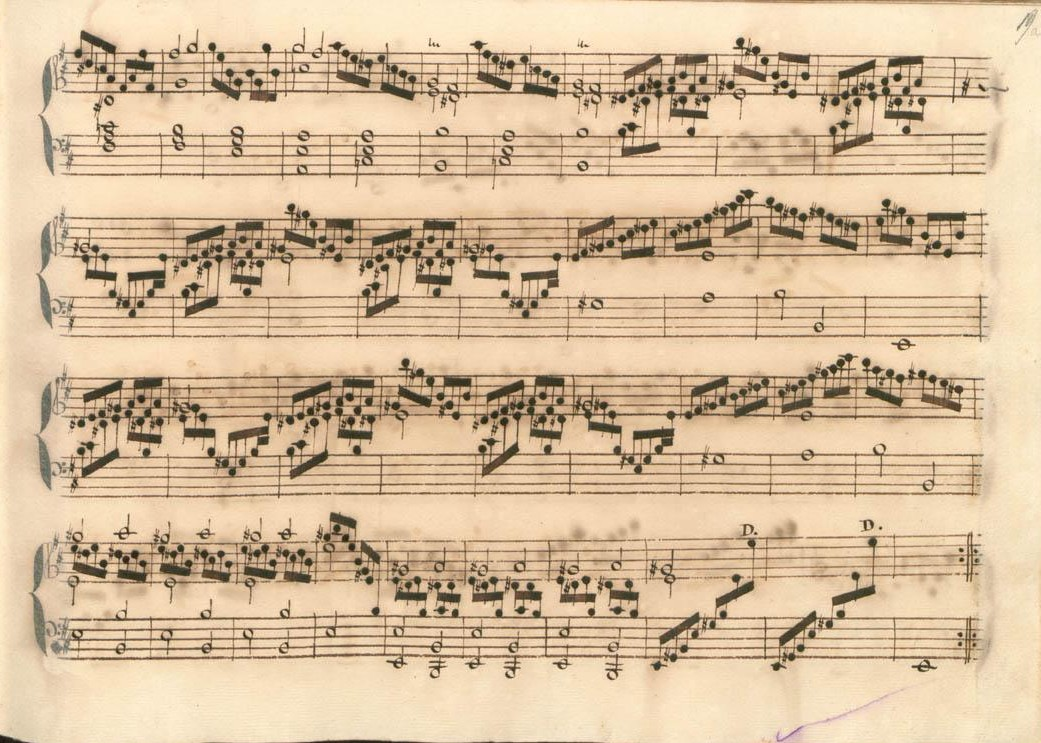
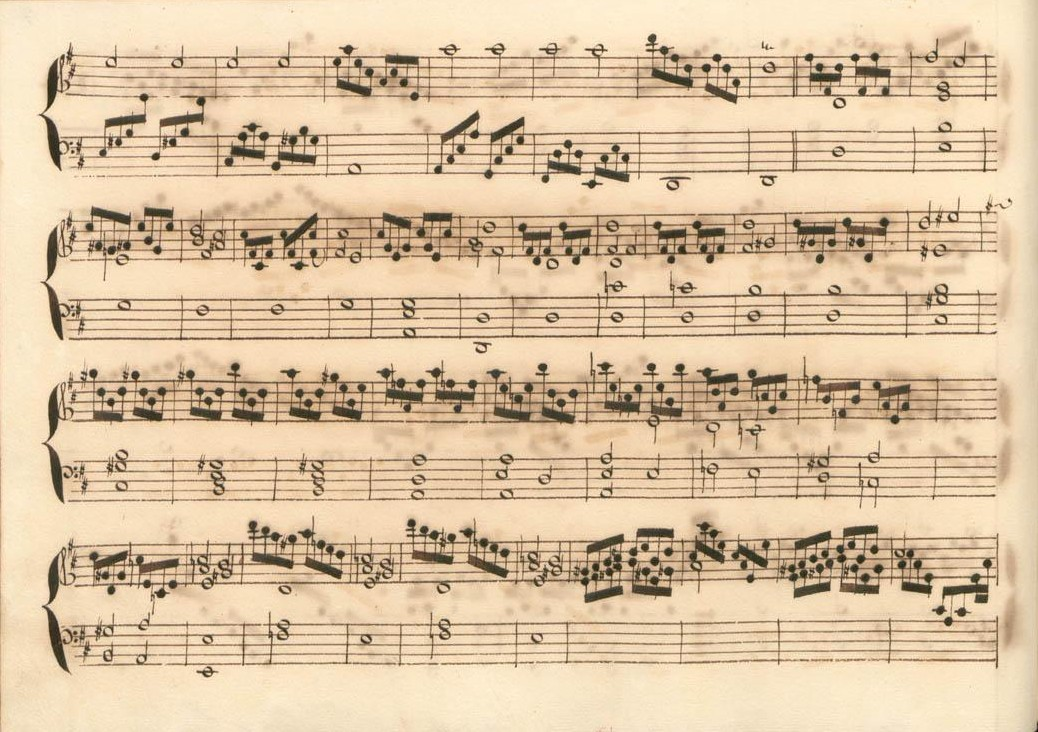
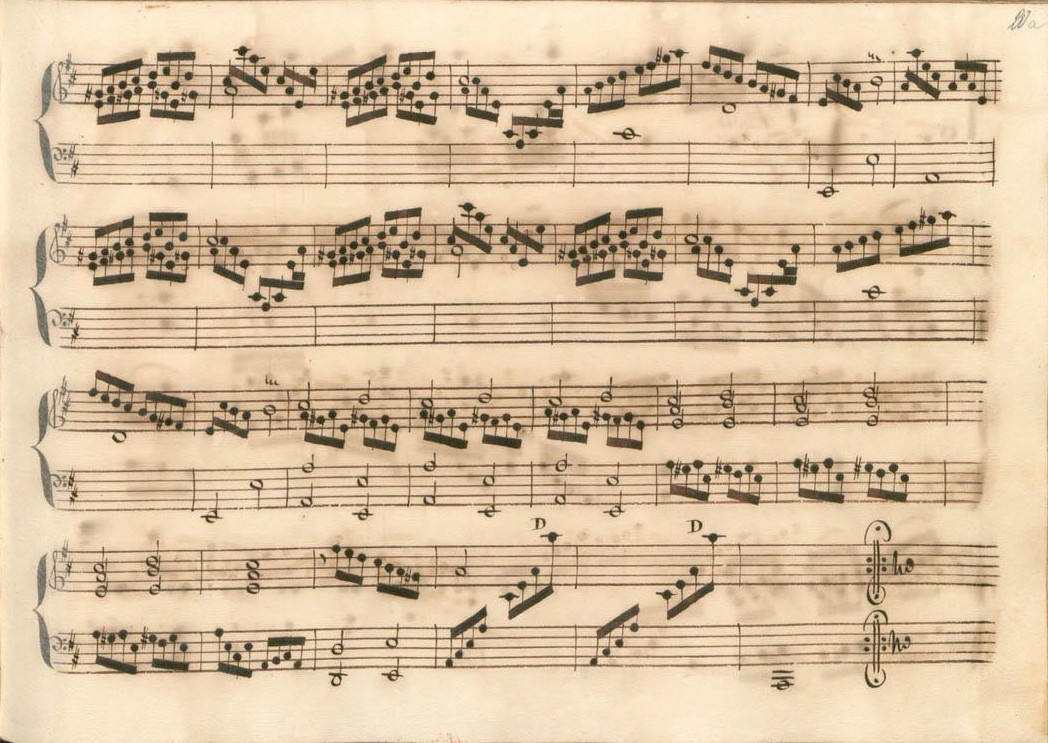

## Interprètes
La sonate K. 368 est défendue au piano notamment par Gerda Struhal (2007, Naxos, vol. 12), Carlo Grante (2013, Music & Arts, vol. 4) ; au clavecin par Scott Ross (1985, Erato), Richard Lester (2003, Nimbus, vol. 3) et Pieter-Jan Belder (Brilliant Classics, vol. 8).

## Sources
: document utilisé comme source pour la rédaction de cet article.
- Ralph Kirkpatrick (trad. de l'anglais par Dennis Collins), Domenico Scarlatti, Paris, Lattès, coll. « Musique et Musiciens », 1982 (1re éd. 1953 (en)), 493 p. (ISBN 978-2-7096-0118-4, OCLC 954954205, BNF 34689181).
- Alain de Chambure, « Domenico Scarlatti : Intégrale des sonates — Scott Ross », Erato (2564-62092-2), 1985 (OCLC 891183737) .
- (en) Carlo Grante, « Domenico Scarlatti, intégrale des sonates pour clavier (vol. 4) », Music & Arts (CD-1293), 2016 (OCLC 1020680576) .